# 高水健司
高水 健司 (たかみず けんじ、1951年3月29日 - )は、日本のベーシスト、作曲家。これまでに数多くのミュージシャンやアイドル等のレコーディング及びコンサートに参加している。血液型はB型。

## 人物
兵庫県神戸市に生まれる。高校2年の頃から楽器を弾き始め、19才の時に先輩からバンドへの加入を勧められライブハウスやスナックなどを会場とした演奏活動を始める。その風貌から来るイメージゆえか、ミュージシャン仲間からは ″大仏″ または ″大仏さん″ と呼ばれている。
1973年、五輪真弓の初ライブの収録に参加したのをきっかけに、稲垣潤一、井上陽水、郷ひろみ、CHAGE&ASKA、沢田研二、中島みゆき、松田聖子、松任谷由実、八神純子、福山雅治、布袋寅泰など、数多のミュージシャンやアイドルのレコーディングやコンサートに参加するようになる。
チャック・レイニーを敬愛しており、2016年には音楽雑誌 ″ベース・マガジン″ の企画で対談が実現した。普段は主に自ら改造したミュージックマン・スティングレイやフェンダー・プレシジョンベースを愛用している。エレクトリックベースのみならず、ウッドベースも自在に弾きこなす。″日本のポップスの名曲にこの人ありと云われるほどの名プレイヤー″ と評される人物である。

## 来歴
1973年（昭和48年）サックス奏者の古谷充と共に、関西地区で放送されたバラエティ番組『ヤングおー!おー!』にバンドのメンバーとして出演。それと並行して大阪の放送局で作られた番組の音楽やCM曲の制作など、TV関連の仕事に携わる。同年、大村憲司や村上″ポンタ″秀一らのグループ ″エントランス″ にベーシストとして加入。10月には『ヤングおー!おー!』の名古屋収録を最後にし上京する。その直後、渋谷ジァン・ジァンにて五輪真弓の初ライブの収録に参加。この時の音源は、翌1974年3月に発売された五輪のライブ・アルバム『冬ざれた街』に収録された。
1974年（昭和49年）ジャズ・ピアニスト市川秀男のトリオに加入。この頃より、フリーのスタジオ・ミュージシャンとしての活動が始まり、東京都内のライブハウスにも数多く出演するようになる。同年、吉田美奈子のアルバムレコーディングに参加する。
1976年（昭和51年）乾裕樹、松木恒秀、矢島賢といったミュージシャン達と ″ザ・グルービーズ″ の名義でアルバム『ソウルフル・ディスコ・サウンド』をリリースする。
1977年（昭和52年）3月発売の松任谷由実のアルバム『紅雀』のレコーディングに参加。その後長きに亘り松任谷のアルバム制作に携わることとなる。
1979年（昭和54年）佐藤允彦、清水靖晃、山木秀夫、穴井忠臣らと ″佐藤允彦 & メディカル・シュガー・バンク″ を結成。2枚のアルバムをリリース。1980年には富樫雅彦、佐藤允彦とのトリオで、アルバム『The Ballad: My Faborite』をリリースする。
1981年（昭和56年）渡辺香津美率いるフュージョン・バンド ″KAZUMI BAND″ に参加。1982年には渡辺貞夫グループのツアーに参加する。
1983年（昭和58年）石川晶 & カウント・バッファローに参加。アルバム『ルパン三世 JAM TRIP』をリリースする。
1986年（昭和61年）かまやつひろし、今剛、難波正司、島村英二らと ″ワン・ナイト・スタンド・ブラザーズ″ を結成し、サンフランシスコでレコーディングを行ったアルバム『One Night Stand Brothers』をリリース。
1989年（平成元年）吉川忠英を中心に浜口茂外也、渡辺雅二らと結成したバンド ″R.E.M.SWIMMINGCLUBBAND & Suzuki″（アール・イー・エム・スイミングクラブバンド すずき）のメンバーとして活躍する。
2000年（平成12年）″大人が作る大人の為の音楽″ をコンセプトに結成されたユニット ″nanan″(ナナン)のメンバーとなり、これまでに3枚のアルバムをリリースしている。2000年から2001年にかけて、井上陽水のコンサートツアーに参加する。
2004年（平成16年）笹路正徳プロデュースによるJAZZレーベル ″K's TRACKS″ よりリリースされたアルバム『Battery's not included (バッテリーズ・ノット・インクルーテッド)』のレコーディングに参加。
2011年（平成23年）井上鑑、山木秀夫、高水、今剛の4人からなる ″井山大今″(いのやまだいこん) のメンバーとして活動する。ユニット名は4人の名前から一文字ずつ取ったもので、″大″ は高水の愛称 ″大仏さん″ に由来している。
2015年（平成27年）松本隆の作詞活動45周年記念イベントのために集結した ″風街ばんど″ のメンバーに加わる。
近年では福山雅治のライブツアーに参加し、サポート等を行っている。

## その他の活動
寺尾聰や、音楽仲間である井上鑑、吉川忠英のアルバム収録曲で楽曲提供も行っている。
音楽雑誌「BASS MAGAZINE」(リットーミュージック社) で ″大仏さんの日本歌謡30年史回顧録″ と題したコラムを連載。
東京都内の楽器店を中心に ″スペシャル・ベース・クリニック″ と称されたイベントの講師として招かれる。
ほか、ベーシスト用イヤーモニターの開発に携わるなど、幅広く活動している。

## 楽曲提供
- 井上鑑 -「Al Crepusculo」「El Tiempo Perdido」
- 寺尾聰 -「Midnight Hunter」「季節風」「偶然」「Inter Change」
- 吉川忠英 -「In My Pocket」「Two In Love」「ミュージシャン」
- 令多映子 -「ふりむけば IN THE RAIN」
- R.E.M.Swimming Club Band -「Across The River」「Boat」「Clouds」「Dimness」「Moon」「Sea」「Shells」「Waves」「Boat」「Clouds」「Moon」(吉川忠英・渡辺雅二との共作)

- KAZUMI BAND -「Never Hide Your Face」
- nanan -「A Bord Of Affection」「A Distant Past」

## レコーディング参加作品

### あ行
- 安部恭弘 -『Hold Me Tight』『tune Box』
- アリス -『ALICE V』『ALICE IV』
- 杏里 -『Heaven Beach』
- アン・ルイス -『Cheek』
- 石川優子 -『Fly Away』『FULL SAIL』
- いしだあゆみ -『いしだあゆみ』
- 五輪真弓 -『冬ざれた街』『The Show』『名もなき道』
- 稲垣潤一 -『246:3AM』『Shylights』『J.I.』『Personally』
- 井上大輔 -『BLUE』
- 井上陽水 -『クラムチャウダー』『あやしい夜をまって』『9.5カラット』
- 岩崎宏美 -『私・的・空・間』
- 上田正樹 -『上田正樹』『After Midnight』
- 植村花菜 -「トイレの神様」
- EPO -『PUMP! PUMP!』『GO GO EPO』
- 大上留利子 - アルバム「Dreamer from west」
- 大貫妙子 -「明日から、ドラマ」『MIGNONNE』
- 大村憲司 -『ファーストステップ』『ニッポンのロック・ギタリスト』
- 尾崎亜美 -『MIND DROPS』『Stop Motion』『Dinner's Ready』
- オフコース -『この道をゆけば』

### か行
- 甲斐よしひろ -『10 Stories』
- 辛島美登里 -「サイレント・イヴ」
- 河合奈保子 -『あるばむ』
- KAN -「愛は勝つ」
- 菊池桃子 -『OCEAN SIDE』『TROPIC of CAPRICORN 〜南回帰線〜』『ADVENTURE』
- 来生たかお -『Sparkle』
- 熊谷幸子 -『Poison Kiss』「Bahia」
- 郷ひろみ -『ALLUSION』『LABYRINTH』『CATALONIAN BLOOD』
- 小比類巻かほる -『Kohhy1』

### さ行
- 財津和夫 -『City Swimmer』『CALL』
- 坂本龍一 -『音楽図鑑』
- 佐々木幸男 -『Yes』
- 沢田研二 -『LOVE 〜愛とは不幸をおそれないこと〜』
- ジェイク・コンセプション -『Pieces Of Love』
- 清水信之 -『Corner Top』
- 少年隊 -「ABC」
- SING LIKE TALKING -『SING LIKE TALKING Ⅲ』『0 [lΛV]』『REUNION』
- 杉真理 -『SONG WRITER』
- 世良公則 -『Masanori Sera』

### た行
- 高中正義 -『TAKANAKA』『All Of Me』
- 髙橋真梨子 -『Lady Coast』
- 竹内まりや -「戻っておいで・私の時間」『Miss M』
- CHAGE&ASKA -『Z=One』『TURNING POINT』『RED HILL』
- 寺岡呼人 -『the great escape』『LIVES』『独立猿人』
- 寺尾聰 -「ルビーの指環」
- 德永英明 -『VOCALIST』『VOCALIST 2』

### な行
- 中島美嘉 -「火の鳥」「ひとり」
- 中島みゆき -『臨月』『寒水魚』『グッバイガール』『回帰熱』『時代-Time goes around-』
- 中原めいこ -『Puzzle』『鏡の中のアクトレス』『ON THE PLANET 〜地球のできごと〜』
- 長渕剛 -『昭和』『JEEP』
- 中森明菜 -『ファンタジー〈幻想曲〉』『POSSIBILITY』『D404ME』
- 夏川りみ -『てぃだ 〜太陽・風ぬ想い〜』

### は行
- ハイ・ファイ・セット -『ラブ・コレクション』『1&2』『I miss you』
- 久石譲 -『illusion』『地上の楽園』『MELODY Blvd.』
- ピチカート・ファイヴ -『ピチカート・ファイヴTYO〜Big Hits and Jet Lags 1991-1995』
- 平松愛理 -『7 DAYS GIRL』
- 福山雅治 -「ひまわり」「生きてる生きてく」
- ブレッド&バター -『Sunday Afternoon』『Second Serenade』『或る夜の出来事』
- 古井戸 -『酔醒』
- 布袋寅泰 -『DOBERMAN』『MONSTER DRIVE』

### ま行
- 益田幹夫 -『Silver Shadow』
- 松田聖子 -「裸足の季節」「赤いスイートピー」『Candy』『ユートピア』『SUPREME』
- 松任谷正隆 -『夜の旅人』
- 松任谷由実 -『紅雀』『流線形'80』『OLIVE』『悲しいほどお天気』『時のないホテル』『SURF&SNOW』『昨晩お会いしましょう』『PEARL PIERCE』『VOYAGER』『NO SIDE』『DA・DI・DA』『ALARM à la mode』『THE DANCHING SUN』『深海の街』
- 松原みき -『Who Are You?』
- MISIA -「果てなく続くストーリー」
- 南沙織 -『人恋しくて』
- 南佳孝 -『モンタージュ』『デイドリーム』『冒険王』
- 桃井かおり -『SHOW?』

### や行
- 八神純子 -『夢みる頃を過ぎても』『LONELY GIRL』『COMMUNICATION』
- 山口美央子 -『NIRVANA』
- 山口百恵 -『A Face in a Vision』『歌い継がれてゆく歌のように -百恵回帰II-』
- 山崎ハコ -『飛・び・ま・す』
- 山下久美子 -『バスルームから愛をこめて』『DANCIN' IN THE KITCHEN』
- 山本達彦 -『Martini Hour』
- ゆず -「栄光の架橋」『1 〜ONE〜』
- 吉川忠英 -『イリュージョン』『音の手紙』『In My Pocket』
- 吉田美奈子 -『MINAKO』『FLAPPER』『TWILIGHT ZONE』

### わ行
- 渡辺香津美 -『遠く離れて』『MOBO SPECIAL』
- 渡辺真知子 -『THE BEST PERFORMANCE』

### サウンドトラック
- 『「犬神家の一族」オリジナルサウンドトラック』
- 『「人間の証明」オリジナル・サウンドトラック』
- 『ルパン三世 オリジナル・サウンドトラック』
- 『ヤマトよ永遠に 音楽集 Part1』(作曲: 宮川泰)
- 『ドラゴンクエストの世界「ドラゴンクエストII」悪霊の神々』

## コンサートなどの主な共演者
- 阿川泰子
- 井上陽水
- 佐野元春
- SING LIKE TALKING
- チャック・レイニー
- 寺尾聰
- 福山雅治
- 矢沢永吉
- 渡辺香津美
- 渡辺貞夫
- 渡辺真知子